# Корралито
Корралито (в букв. переводе «загончик», «манеж»; исп. El corralito; позднее корралон исп. El corralón) — название ряда мер по ограничению свободного передвижения капитала, наличных средств и банковских сбережений, на которые правительство Аргентины было вынуждено пойти на пике финансово-экономического кризиса в стране в 2001—2002 годах. Ограничение ввёл тогдашний президент Фернандо де ла Руа в декабре 2001 года. Оно действовало почти год, до 2 декабря 2002 года, после чего нижняя планка размера наличных операций была повышена до 100 000 долларов. 
В самой Аргентине, а позднее и во всём испаноязычном мире термин стал употребляться по отношению к любому ограничению на оборот денежных средств в банковской системе, как правило по инициативе государства (например в ходе финансово-экономического кризиса на Кипре, который повлёк за собой кризис ликвидности).

## История
Главной целью, которую преследовали эти ограничения на вывод ликвидности, было избежать быстрого вывода наличности из банковской системы Аргентины, паники в банковском секторе страны и негативного влияния этих явлений на экономику страны в целом. Держатели валютных вкладов могли снять с банковского счета сумму в размере не более 250 долларов США в неделю. По мнению тогдашнего министра финансов Доминго Кавальо, эта мера позволила минимизировать последствия экономического кризиса, уменьшив объёмы уклонения от уплаты налогов и разного рода трансферные махинации. Термин получил популярность благодаря журналисту экономического Аргентины(уточнить?) Антонио Лахе в 2001 году, который выступил в программе Даниила Адада. Впрочем, сам журналист стремился подчеркнуть тот факт, что правительство ограничивало одну из основных свобод пользователей любой банковской системы: право вывести свои средства в любое время.

## От корралито к корралону
2 декабря 2002 года, по мере утихания кризиса, денежные параметры корралито были расширены, но не ликвидированы полностью, благодаря чему он получил новое название корралон (букв. большой загон). Однако, при совершении валютных операций ни одному частному лицу или компании не разрешалось приобретать более 100 000 долларов. 28 декабря 2006 года Верховный Суд страны завершил программу песификации страны по курсу 1,40 песо за доллар плюс 4 % год в качестве компенсации за инфляцию. В результате, докризисные долларовые вклады были песифицированы в расчёте 3,08 песо за доллар. Таким образом, эра «корралов» подошла к концу.